# 曽呂村
曽呂村（そろむら）は、かつて千葉県安房郡（長狭郡）に存在した村。現在の鴨川市の南部に位置している。
1889年（明治22年）に町村制施行により編成され、昭和の大合併により廃止された。

## 地理
現在の鴨川市南部の内陸部に位置する。嶺岡山地の南麓に位置し、曽呂川に沿って東西に通じる街道に沿った村である。
現在の鴨川市域を、鴨川市成立時およびその後の合併時の町村によって4地区に区分する場合、旧曽呂村の地域は「江見地区」の一部に位置付けられている。鴨川市域を町村制施行当時の町村（旧町村）によって12地区に区分する場合は「曽呂地区」とされ、現在の大字では畑（はた）・西（にし）・東（ひがし）・上（かみ）・仲町（なかちょう）・代（だい）・二子（ふたご）・宮（みや）が含まれる。
1926年（大正15年）時点の曽呂村は、北に嶺岡山地を隔てて田原村・主基村・吉尾村と、西は大山村・丸村・北三原村と、南は小規模な山脈を隔てて太海村・和田村・江見村と接していた:1084。当時は全村を宮・二・代・仲・上・畑・東・西の8区に分けていた:1084。

## 歴史

### 前近代
『和名類聚抄』（和名抄）に記載のある長狭郡日置郷について、二子に「比岐」という字名があることから、当地に比定する説がある。
戦国時代、当地の戦国大名である里見氏によって、嶺岡山地周辺に嶺岡牧と呼ばれる牧場が開かれた。江戸時代初期に里見氏（館山藩）が改易されると、江戸幕府の管轄下に置かれた。広大な峯岡牧を管轄する八丁陣屋（八丁会所、西平陣屋とも）は牧士の会所で、その中央に位置する当地（現在の鴨川市西）に置かれた。のちの曽呂村の村域北部は嶺岡東上牧・嶺岡東下牧とされていた。

### 近代

#### 町村制以前
1874年（明治7年）、芝尾村が代野村に編入された:1084。
1878年（明治11年）、千葉県に郡区町村編制法が施行されると、西野尻村・東野尻村の連合（連合戸長役場）、上野村・星ヶ畑村の連合、仲居村・代野村・二子村・宮野下村の連合が成立:1084。1884年（明治17年）に戸長役場の管轄変更が行われた際、宮野下村以外の7か村が一つの連合にまとまり、上野村外6か村戸長役場を上野村に置いた:1084。宮野下村は天面村外3村と連合した。

#### 町村制以後
1889年（明治22年）、町村制が施行されると、星ヶ畑村・東野尻村・西野尻村・上野村・仲居村・代野村・二子村・宮野下村および嶺岡東牧が合併して曽呂村が成立。曽呂村という名称は、この地域が古くは曽呂郷と呼ばれたところから来ている。
当地の旧家のひとつとして水田家があり、江戸時代後期に建てられた旧水田家住宅（大字西 字西平良、登録有形文化財）が現存する。明治時代中期の当主であった水田竹蔵は曽呂村長も務めたが、英国から輸入したホルスタイン種牡牛をいち早く飼育したともされる。竹蔵の子の信太郎もまた村長を務め、村内の小学校統合などを行っている。信太郎の子の一人が、第二次世界大戦後の高度経済成長期に経済閣僚として活躍した水田三喜男である。
1955年（昭和30年）、昭和の大合併にともない、江見町・太海村と合併し、新設された江見町の一部となる。

### 行政区画・自治体沿革
- 1889年（明治22年）4月1日 - 町村制の施行により東野尻村、上野村、仲居村、宮野下村、代野村、星ヶ畑村、二子村、西野尻村、嶺岡東牧が合併して長狭郡曽呂村が発足。
- 1897年（明治30年）4月1日 - 長狭郡が安房郡に編入。
- 1955年（昭和30年）3月31日 - 江見町、太海村と合併し、改めて江見町を新設。同日曽呂村廃止。

## 経済
1888年（明治21年）に記された分合取調文書によれば、住民はおおむね農業で生計を立てていたとある。1926年（大正15年）の『安房郡誌』によれば、村の主たる生業は農業で、副業として畜産および薪炭・莚縄製造が挙げられている:1085。
峯岡牧周辺は日本の酪農史で大きな役割を果たした地域であり、曽呂村でも酪農は盛んであった。

## 教育
- 曽呂小学校
  - 1909年（明治42年）、曽呂村内にあった4つの尋常小学校が統合され、曽呂尋常小学校となる[10][4]:628。ただし、本校に通うのが難しい遠隔地の低学年児童のために分教場が残された[10][4]:628。明治43年、高等科を設置し、曽呂尋常高等小学校[4]:628。鴨川市の一部となってからは鴨川市立曽呂小学校という名称になっていたが、2015年3月に閉校した[11]。
  - 曽呂尋常小学校に統合された学校の内のひとつ、西尋常小学校は1874年（明治7年）に校舎が建設された[10]。校舎は、曽呂尋常小学校発足後に「曽呂尋常小学校分教場」として使用された[10]。1967年（昭和42年）に廃校されて以後は、長らく使用されずに荒廃が進んだが、木造平屋建ての校舎が現存している[10]。2009年に、地元住民や関係者・地元団体や学校法人城西大学関係者[注釈 11]らにより、保存を求める「曽呂尋常小学校分教場再生保存を願う会」が発足した[10]。

## 名所・旧跡・祭事
- 峯岡東牧旧址[4]:1085

## 人物
- 水田三喜男 - 政治家、通産大臣・大蔵大臣。